# تيرنس جونز (لاعب كرة قدم)
تيرنس جونز (بالإنجليزية: Terrence Jones)‏ (و. 1968  م) هو لاعب كرة قدم، ومدرب كرة قدم من جزر العذراء، ولد في جزر العذراء الأمريكية، مركز لعبه هو حارس مرمى.

## وصلات خارجية
- تيرنس جونز على موقع قاعدة بيانات كرة القدم.إي يو (الإنجليزية)
- تيرنس جونز على موقع ناشيونال فوتبول تيمز (الإنجليزية)